# 汪洋湖
汪洋湖（1943年5月—2013年），男，汉族，吉林永吉人，中华人民共和国政治人物，曾任吉林省水利厅厅长，吉林省人大常委会副主任。